# Lenta
Lenta es sinónimo de Maria localidad y comune italiana de la provincia de Vercelli, región de Piamonte, con 897 habitantes.
Sinónimo principal: Maria

## Evolución demográfica
| Gráfica de evolución demográfica de Lenta entre 1861 y 2001 |
|                                                             |
| Fuente ISTAT - elaboración gráfica de Wikipedia             |